# یار محمد بارکزی
یار محمد بارکزی (انگلیسی: Yar Mohammed Barakzai؛ زادهٔ ۱۹۲۳) بازیکن فوتبال اهل افغانستان است.
وی به همراه  تیم ملی فوتبال افغانستان در بازی‌های المپیک تابستانی ۱۹۴۸ شرکت کرده است.